# Arsienij Czurilin
Arsienij Pawłowicz Czurilin (ros. Арсений Павлович Чурилин, ur. 16 maja 1909 w Rydze, zm. 10 lutego 1957 w miejscowości Kratowo w obwodzie moskiewskim) – radziecki lotnik wojskowy, podpułkownik, Bohater Związku Radzieckiego (1944).

## Życiorys
W 1916 wraz z matką ewakuował się do guberni kałuskiej, mieszkał we wsi Piesocznia (obecnie miasto Kirow), w 1926 skończył szkołę techniczną. Pracował w fabryce fajansu w Piesoczni, od 1931 należał do WKP(b), od 1932 służył w Armii Czerwonej, w 1933 ukończył wojskową szkołę lotników w Odessie. Służył w Woroneżu i Zabajkalskim Okręgu Wojskowym, w sierpniu 1937 brał udział w poszukiwaniach zaginionego po wypadku lotniczym Zygmunta Lewoniewskiego, w 1939 uczestniczył w bitwie nad Chałchin-Goł. Od sierpnia 1941 jako lotnik 432 lotniczego pułku bombowców ciężkich 81 Dywizji Lotniczej Dalekiego Zasięgu brał udział w wojnie z Niemcami. 10 sierpnia 1941 jako drugi pilot załogi samolotu TB-7 (Pe-8) uczestniczył w nalocie na Berlin, we wrześniu-październiku 1941 wykonywał naloty bombowe na linie komunikacyjne i węzły kolejowe Orsza, Psków, Stara Russa i Smoleńsk oraz na wojska i technikę wroga na kierunku kalinińskim, m.in. na mosty przez Wołgę w rejonie Kalinina. W grudniu 1941 jego pułku został przemianowany na 746 lotniczy pułk dalekiego zasięgu i w czerwcu 1942 włączony w skład 45 Lotniczej Dywizji Dalekiego Zasięgu, wykonywał naloty na węzły kolejowe, lotniska i sztaby w Kursku, Lwowie, Orle, Briańsku, Charkowie, Biełgorodzie, Smoleńsku, Sieszczy i Połtawie. Od lipca do września 1942 wykonał naloty na Berlin, Gdańsk, Królewiec, Bukareszt i Warszawę. W marcu 1943 otrzymał stopień kapitana i został dowódcą załogi, brał udział w bombardowaniu obiektów i wojsk przeciwnika pod Orłem i Kurskiem oraz w Królewcu; 28 kwietnia 1943 podczas nalotu na Królewiec jego samolot został ostrzelany przez artylerię przeciwlotniczą i uszkodzony, jednak zdołał powrócić. Do października 1943 jako dowódca załogi 25 gwardyjskiego pułku lotniczego 45 Dywizji Lotniczej 8 Korpusu Lotniczego Lotnictwa Dalekiego Zasięgu w stopniu majora miał nalot 1493 godzin, w tym 630 z nocnych nalotów (w liczbie 146). W maju 1947 został dowódcą eskadry lotniczego pułku bombowców ciężkich, we wrześniu 1947 w stopniu podpułkownika został zwolniony do rezerwy ze względu na stan zdrowia. Jego imieniem nazwano liceum i ulicę w Kirowie oraz ulicę w Kratowie.

## Odznaczenia
- Złota Gwiazda Bohatera Związku Radzieckiego (13 marca 1944)
- Order Lenina (13 marca 1944)
- Order Czerwonego Sztandaru (dwukrotnie – 17 listopada 1943 i 20 sierpnia 1941)
- Order Wojny Ojczyźnianej I klasy (18 lutego 1943)
- Order Czerwonej Gwiazdy

I medale.